# Carl Mirbt
Carl Theodor Mirbt (né le 21 juillet 1860 à Gnadenfrei, arrondissement de Reichenbach et mort le 27 septembre 1929 à Göttingen) est un historien de l'Église protestante allemande et un scientifique missionnaire.

## Biographie

### Famille
Carl Mirbt est marié à Margarethe née Wagner, la fille du géographe Hermann Wagner. Les enfants de Mirbt sont Hermann (de), Ida (1893–1984), Heinz (1894–1915), Rudolf (de) et Carl Alexander Mirbt (1902–1975).

### Formation
Mirbt étudie la théologie à Halle, Erlangen et Göttingen de 1880 à 1885. Au cours de ses études à Göttingen, il devient membre de l'Association théologique académique de Thuringe. En 1888, il obtient son doctorat à la Faculté de théologie de l'Université de Göttingen avec une thèse sur la position d'Augustin dans la publicité du conflit de l'Église grégorienne. En 1888 également, il termine son habilitation en histoire de l'Église à Göttingen.

### Carrière
En 1889, il devient professeur agrégé d'histoire de l'Église à l'Université de Marbourg et en 1890, professeur ordinaire. En 1903/04, il occupe le poste de recteur. De 1911 jusqu'à sa retraite en 1928, Mirbt est professeur d'histoire de l'Église à l'Université de Göttingen, dont il est de nouveau recteur en 1920/21. À ce titre, il devient philistin honoraire de l'association étudiante de Göttinger Wingolf (de) en 1914
En 1918, Mirbt fonde la Société allemande de missiologie (de), qu'il préside jusqu'à sa mort. De 1927 à 1929, il est président de la Société pour l'histoire de l'Église de Basse-Saxe. En 1921, il est élu membre à part entière de l'Académie des sciences de Göttingen

## Œuvres
- Die Publizistik im Zeitalter Gregors VII. Hinrichs’sche Buchhandlung, Leipzig 1894. Nachdruck: Leipzig 1965.
- Quellen zur Geschichte des Papsttums. Freiburg, Leipzig: Mohr, 1895. Ab der zweiten Auflage unter dem Titel Quellen zur Geschichte des Papsttums und des römischen Katholizismus. Tübingen / Leipzig 1901. Dritte Auflage: Tübingen 1911. Vierte Auflage: Tübingen 1924.
- Die preussische Gesandtschaft am Hofe des Papstes. Buchhandlung d. Evangel. Bundes, Leipzig 1899.
- Die katholisch-theologische Fakultät zu Marburg: ein Beitrag zur Geschichte der katholischen Kirche in Kurhessen und Nassau. Elwert, Marburg 1905.
- Mission und Kolonialpolitik in den deutschen Schutzgebieten. Tübingen 1910.
- Geschichte der katholischen Kirche von der Mitte des 18. Jahrhunderts bis zum Vatikanischen Konzil. Göschen’sche Verl.buchh., Berlin [u. a.] 1913.
- Die evangelische Mission in Deutsch-Ostafrika. Dans: Koloniale Monatsblätter, 1913, Jg. 15, p. 108–111.
- Die Evangelische Mission: eine Einführung in ihre Geschichte und Eigenart. Hinrichs’sche Buchhandlung, Leipzig 1917.